# Piz Badile
De Piz Badile is een 3308 meter hoge berg in de Bernina-bergketen gelegen op de grens tussen Zwitserland en Italië. De berg is bekend door het verschijnen van het boek "Étoiles et tempêtes" van Gaston Rebuffat.

## Wetenswaardigheden
De 800 m hoge noordoostwand is een gladde granieten rotswand en werd voor het eerst beklommen door de Italianen Cassin, Esposito, Rats, Molteni en Valsecchi op 14 tot 16 juli 1937.
Na een beklimming stierven Molteni en Valsecchi bij de afdaling door uitputting, mede veroorzaakt door de weercondities.
Eerste solobeklimming: Hermann Buhl in 4,5 uur.